# Население на Саудитска Арабия
Населението на Саудитска Арабия през 2019 година е 34 млн. души.
Населението се концентрира в градовете и в оазисите. Местното население на страната са предимно араби. Страната е обитавана от около 400 племена, които в миналото са живеели като номади. Днес едва 10% от тях все още поддържат част от номадското си битие.
В Саудитска Арабия работят около 6 милиона гастарбайтери. Социалното осигуряване е добро, обаче се полага само на саудитците. Медицинското обслужване е отлично и е безплатно за местните жители.
Любопитен факт за страната е, че 40% от саудитските бракове се разтрогват най-късно 3 години след сключването им.
В страната работят много гастарбайтери от Египет, Йордания и Палестина. Много са чуждестранните работници и от Индия, Пакистан, Бангладеш, Судан. След последната война в Афганистан се забелява наплив и на работници от там, предимно от племето на пущуните. Чуждестраните работници в Саудитска Арабия са заети в сектори, в които местното население не желае да работи. Най-често това са ниски доходни и трудоемки дейности.
Гъстотата на населението е 12 души на кв. км. Процентът на урбанизация е 86%. Ръстът на населението възлиза на 4% годишно. Смъртността при новородените е 5%. Почти 2/3 от населението на страната е под 25 г. Въпреки близостта на Африка разпространението на СПИН е много слабо. Причина за последното са строгите наказания за прелюбодеянието.

## Възрастова структура
(2007)
- 0-14 години: 38,2% (мъже 5 149 960/жени 4 952 138)
- 15-64 години: 59,4% (мъже 8 992 348/жени 6 698 633)
- над 65 години: 2,4% (мъже 334 694/жени 289 826)

(2010)
- 0-14 години: 38% (мъже 5 557 453/жени 5 340 614)
- 15-64 години: 59,5% (мъже 9 608 032/жени 7 473 543)
- над 65 години: 2,5% (мъже 363 241 /жени343 750)

## Коефициент на плодовитост
- 2009-3.83

## Религия
73% от жителите на Саудитска Арабия са сунити-уахабити, около 5% са шиити, а останалата част са мюсюлмани принадлежащи на други верски течения в исляма.

## Грамотност
Грамотността на арабското население на страната е почти толкова висока колкото в страни като Германия. Степента на грамотност при жените е почти толкова висока колкото при мъжете.